# Bruno Tshibala
Bruno Tshibala Nzenze (nacido el 20 de febrero de 1956) es un político congoleño y primer ministro de la República Democrática del Congo desde abril de 2017 hasta septiembre de 2019.

## Educación
Terminó la educación primaria y secundaria en Lubumbashi y estudió derecho en la Universidad Marien Ngouabi en Brazzaville.

## Carrera política
Comenzó su carrera política cuando todavía era estudiante en abril de 1980 a la edad de 25 años cuando se unió a un partido político de izquierda en Zaire durante el gobierno de Mobutu Sese Seko. En diciembre de 1980, él, junto con 13 parlamentarios, escribió una carta para pedir al presidente Mobutu reformas democráticas mientras el país todavía estaba bajo el sistema de partido único.
El 7 de abril de 2017, el presidente Joseph Kabila lo nombró primer ministro durante un discurso televisado en todo el país. Asumió el cargo el 18 de mayo de 2017.
Desde enero de 2019, pese a la asunción al poder de Félix Tshisekedi, Tshibala siguió siendo el primer ministro. Finalmente fue sucedido el 7 de septiembre por Sylvestre Ilunga Ilukamba.

## Arresto
El 9 de octubre de 2016, fue arrestado en el Aeropuerto Internacional de Kinshasa cuando estaba a punto de abordar un avión a Bruselas y fue retenido en la Prisión Central de Makala. El fiscal general del país lo acusó de organizar manifestaciones los días 19 y 20 de septiembre de 2016 en Kinshasa. Más tarde se le concedió una liberación provisional el 29 de noviembre de 2016.